# 海豹島
海豹岛（俄语：Остров Тюлений，日语：／），或按俄名音译作秋列尼岛，是一座位于捷尔佩尼耶角西南方约12公里的小岛，长1.6公里，宽850米，面积0.053平方公里，最高点海拔18米。过去岛上曾有阿伊努人居住，今岛上并无长期居住的固定人口。1643年，荷兰航海家马丁·黑利德松·弗里斯发现了该岛。西方人和日本人曾在此捕猎海豹，1907年禁止。第二次世界大战结束后，日本失去库页岛，海豹岛也伴随成为苏联的领土。